# 卡罗琳·克罗斯利
卡罗琳·克罗斯利（英語：Caroline Crossley，1998年4月19日—），加拿大女子七人制橄榄球运动员。她曾代表加拿大国家队参加2024年夏季奥林匹克运动会七人制橄榄球比赛，获得一枚银牌。